# Walter Klaiber
Walter Klaiber (Ulm, 1940. április 17. –) metodista teológus, püspök a Németországi Metodista Egyházban.
Teológiai tanulmányait a reutlingen Metodista Teológiai Főiskolán, a Tübingeni Egyetemen és a Göttingeni Egyetemen végezte. 1969-1971 között Ernst Käsemann tudományos munkatársa volt Tübingenben. 1966-ban lett a metodista egyház lelkésze. 1971-től az Újszövetség és az újszövetségi görög nyelv tanára lett a reutlingeni metodista főiskolán, amelyet 1977-től igazgatóként vezetett. Püspöki szolgálatát 1989-ben kezdte meg az NSZK-ban, 1992-től pedig ő lett az egyesült Németországban a metodista egyház püspöke (56 ezer taggal).
Klaiber püspök elkötelezett az ökumené ügye mellett, 1999-2009 között elnöke volt a Német Bibliatársulatnak. Kuratóriumi tagja a ProChrist nevű evangéliciós szervezetnek. Nyugdíjba vonulásával, 2005. március 31-én adta át szolgálatát utódjának Rosemarie Wennernek. Nős, három gyermekes apa.